# Ружицький Сергій Вікторович
Сергій Вікторович Ружицький (нар. 19 травня 1979, Нижні Сірогози, Херсонська область, УРСР) — український футболіст, нападник.

## Життєпис
Професіональну кар'єру розпочав у 2000 році в команді другої ліги «Гірник-спорт», у першому ж сезоні забив у ворота суперників комсомольців 6 голів в 13 матчах. Наступний сезон був не таким успішним, а потім два сезони поспіль (2001/02 та 2002/03 років) з 11 голами футболіст ставав найкращим бомбардиром своїх команд — відповідно «Гірника-спорт» та хмельницького «Поділля». Наступного сезону Ружицький зі скромним результатом у 5 м'ячів став найкращим бомбардиром третьої команди — «Миколаєва».
У 2005 році перейшов до складу друголігової ПФК «Олександрії». Дебютував у футболці олександрійців 6 серпня 2005 року в переможному (2:0) домашньому поєдинку групи Б другої ліги проти «Єдності». А на 28-й хвилині відзначився дебютним голом за ПФК «Олександію». У футболці олександрійців у чемпіонаті України зіграв 26 матчів та відзначився 1 голом, ще 1 поєдинок провів у кубку України.
У 2006-2007 роках в числі цілого ряду гравців з України, серед яких були Володимир Мазяр, В'ячеслав Невинський, Юрій Буличов, Сергій Селезньов, Євген Ковтунов, Михайло Старостяк й інші, Ружицький грав в азербайджанській команді «Сімург», яку в той час очолював українець Роман Покора. У вищому дивізіоні Азербайджану Сергій зіграв 9 матчів, забив 1 м'яч.
Після повернення з Азербайджану грав в аматорських клубах Херсонської області: «Каховка», «Кристал» (Херсон) та «Темп» (Микільське).